# 夏家店下層文化
夏家店下層文化（かかてんかそうぶんか）は、同地域の紅山文化から続く、紀元前2000年から紀元前1500年頃の現中国東北部、北西は内蒙古自治区東部のシラムレン川北岸から張家口にかけて、南東は河北省北部から遼寧省西部を中心とした文化で、山東半島にあった大汶口文化から岳石文化にかけての文化を含むとする研究者もいる。内蒙古自治区赤峰市夏家店遺跡の下層を標式遺跡として、小河沿文化に続く。
生活の中心は雑穀栽培で、他に牧畜、狩猟、漁労も行われた。遺跡からは豚、犬、羊、牛、鹿などが見つかっている。多数の大規模集落が発見されており、北東アジアの乾燥、寒冷化が進行した紀元前二千年紀後半以降はもとより、戦国時代や前後漢の時期よりも人口密度が高かったと推定されている。石器、骨器、陶器が見出されており、他に少数の金、鉛、漆器、翡翠、銅器、青銅器も見つかっている。陶器は三足型、銅器・青銅器は耳輪型が多い。骨を使った卜占も行われた。家は多くは円く、土と石で造られた。集落は崖や急斜面のそばに造られて防御され、あるいは石壁が集落の周囲に立てられていた。
土器・陶器や青銅器の様式などは殷（商）の物とよく似ており、殷文化に属する人々が北東へ移住した、或は逆に遼河文化に属する人々が気候変動によって中原へ南下し殷文化を形成したと考えられている。同地域はその後、乾燥化と寒冷化が進み生産様式の異なる牧畜を主とする夏家店上層文化が広まった。
2015年1月に合衆国科学アカデミー紀要に発表された中国科学院のXiaoping Yang、合衆国ニューメキシコ大学のLouis A. Scuderiと彼らの共同研究者による内モンゴル自治区東部の渾善達克砂丘地帯の堆積物の検討によれば、従来は過去100万年にわたって砂漠であったと考えられていた同地帯は12,000年前頃から4000年前頃までは豊かな水資源に恵まれており、深い湖沼群や森林が存在したが、約4,200年前頃から始まった気候変動により砂漠化した。このために約4,000年前頃から紅山文化の人々が南方へ移住し、のちの中国文化へと発達した可能性が指摘されている。